# Irus reflexus
Irus reflexus is een tweekleppigensoort uit de familie van de Veneridae. De wetenschappelijke naam van de soort is voor het eerst geldig gepubliceerd in 1843 door Gray in Dieffenbach.